# Calle de Rivas Orozco
La calle de Rivas Orozco fue una vía pública de la ciudad española de Segovia, ya desaparecida.

## Descripción
La vía discurría desde la calle de Valdeláguila hasta la plaza del Potro. Honraba con el título a Juan Rivas Orozco (f. 1888), segoviano, abogado y director que fue de periódicos como El Eco Segoviano y El Eresma. Aparece descrita en Las calles de Segovia (1918) de Mariano Sáez y Romero con las siguientes palabras:

Rivas Orozco.—Se entra por la calle de Valdeláguila y se sale por la plazuela del Potro. Es la calle corta y está dedicada a la memoria del distinguido segoviano, que en ella vivió, D. Juan Rivas Orozco, abogado notabilísimo que ejerció muchos años la profesión en esta Capital. Fué director del Instituto provincial de 2.ª enseñanza y dirigió los periódicos El Eco Segoviano y El Eresma. Como abogado, individuo de la Comisión de Monumentos, como buen escritor, siempre se destacó por sus campañas en defensa de Segovia y fué notable la que hizo en 1855 de los veteranos de la Milicia nacional, con motivo de los sucesos acaecidos el 16 de noviembre de dicho año. Falleció en Segovia el 6 de septiembre de 1888.
(Sáez y Romero, 1918, p. 146)